# مزراكيماس
مزراكيماس (بالفارسية: مزراکیماس) هي قرية تقع في قسم بيشكوة موغوئي الريفي في إيران. يقدر عدد سكانها بـ 98 نسمة بحسب إحصاء 2016.